# Гумендженска река
Гумендженската река или Бозечката река (на гръцки: Πλατανόρεμα) е река в Паяк планина, Южна Македония.
Реката извира в източната част на Паяк, югозападно от село Крива (Гривас). Тече на изток, минава южно от Крива и излиза от планината в Солунското поле. Минава южно от град Гумендже (Гумениса), след което завива на юг и приема големия си десен приток Цикарица. При Ангелова чука приема притока си Сука. Минава източно от Либахово (Филирия) и започва да тече на югоизток, успоредно на река Леска. Минава югозападно от Кушиново (Полипетро) и Кониково (Дитико). При Бозец (Атира), където и е наричана Атира, е включена в мрежата от напоителни канали в Солунското поле и вече не се влива във Вардар, каквото е традиционното ѝ устие.

## Водосборен басейн
→ ляв приток, ← десен приток
- ← Цикарица

- → Пицика

- ← Цикарица
- ← Сука (Карандини)

- → Казан

- → Вирот
- → Три извора
- → Коджадере
- → Кавакдезме
- → Кацика